# Benedict Nicolson
Lionel Benedict (Ben) Nicolson (Londen, 6 augustus 1914 - 22 mei 1978), was een Brits kunsthistoricus.
Hij was de oudste zoon van Harold Nicolson en Vita Sackville-West en een broer van de schrijver-politicus Nigel Nicolson. Ben Nicolson groeide op in Kent, eerst op Long Barn, een zeventiende-eeuws huis nabij Knole, het landgoed van zijn grootouders, later op Sissinghurst Castle, dat zijn ouders in 1930 verwierven en waar zij de beroemde tuinen aanlegden.
Hij ging naar Eton College, alvorens kunstgeschiedenis te gaan studeren aan de Universiteit van Oxford. De Amerikaanse kunsthistoricus Bernard Berenson was een van zijn leermeesters. In 1939 werd Nicolson benoemd tot curator van de (Britse) koninklijke kunstcollecties. Tijdens de Tweede Wereldoorlog diende hij in de inlichtingendienst.
Na de oorlog bekende hij aan zijn moeder - die zelf biseksueel was - dat hij homoseksuele gevoelens had. Vita Sackville-West, beducht om Nicolsons positie aan het hof, adviseerde hem er het zwijgen toe te doen, en gewoon te trouwen. Dat deed Nicolson op 8 augustus 1955 met Luisa Felicita Vertova, de oudste dochter van professor Giacomo Vertova uit Florence. Het echtpaar kreeg een dochter, Vanessa Pepita Giovanna (geboren 1956), maar scheidde in 1962.
In 1947 verliet hij zijn koninklijke betrekking en werd hoofdredacteur van het kunsthistorische tijdschrift Burlington Magazine. Daarnaast schreef hij een aantal boeken. Zijn omvangrijke fotocollectie wordt bewaard in het Nederlands Interuniversitair Kunsthistorisch Instituut in Florence.

## Werken
- The Painters of Ferrara (1950)
- Hendrick Terbrugghen (1958)
- Wright of Derby: Painter of Light (1968)
- The Treasures of the Foundling Hospital (1972)
- Courbet: The Studio of the Painter (1973)
- Georges de La Tour (1974)